# Caicco

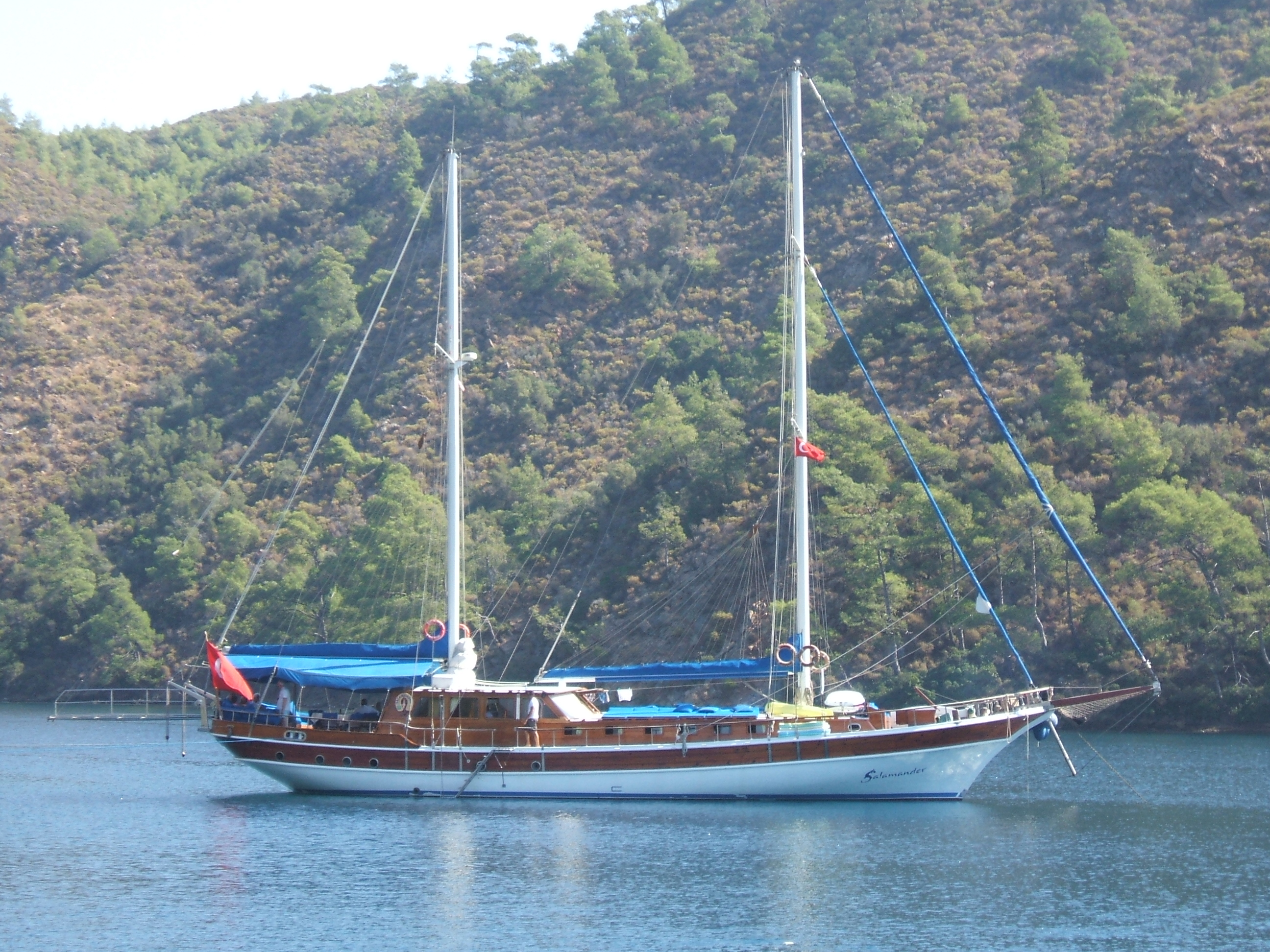
Un caicco a Bodrum.

Il caicco (turco kayık, "barca") è una barca bialbero di origine turca, nata come barca da pesca e carico, costruita in legno e molto spaziosa.

Si differenzia dalla “gulet” per avere l'albero prodiero (o di maestra) più alto di quello poppiero (o di mezzana).

## Descrizione
Ha una notevole larghezza rispetto alle barche a vela e questo garantisce il loro comfort.
Furono proprio la spaziosità e la conseguente comodità che favorirono, nel tempo, la trasformazione dei caicchi da barche da lavoro in barche da crociera.
A tal fine i caicchi sono a motore e le rande non possono essere spiegate per la navigazione velica a causa dell'ingombro provocato dalla cabina di pilotaggio e da altre sovrastrutture necessarie a rendere più confortevole la navigazione. Può essere quindi usato il solo fiocco, ma in condizioni di mare non formato. Esso ha il pregio di stabilizzare il movimento di rollio della barca in navigazione in presenza tuttavia di mare appena increspato.
Prevalentemente i caicchi sono in legno, quale il mogano, il teak, l'iroko o il semplice legno di pino. Recentemente i caicchi sono costruiti però anche in acciaio.
La forma dei caicchi è di tre tipi:
Gulet: con una poppa rotonda ed un armamento a ketch o a schooner con 2 o 3 fiocchi;
Aynakic: con poppa squadrata e normalmente armato a ketch;
Tirhandil: con poppa appuntita, originariamente utilizzate con vele latine, ormai armate a ketch.